# Daihatsu Domino
La Daihatsu Domino est la version export des modèles Mira/Cuore (Japon) et fut produite en Inde.
La troisième génération fut commercialisée en France entre août 1994 et janvier 1996 (châssis type L201). Sa mécanique est un 3 cylindres en ligne (type EB-10).
Par la suite, le nom de Domino est abandonné pour reprendre celui de Cuore.